# Hotham Inlet
Hotham Inlet, connu aussi sous le nom de Kobuk Lake, est un bras du golfe de Kotzebue sur la côte nord-ouest de l'Alaska.

## Géographie
Il mesure 80 km de long sur 8 à 32 km de large et est à l'embouchure des fleuves Kobuk et Selawik. Il est délimité au sud-ouest par la péninsule de Baldwin.

## Histoire
Hotham Inlet a été nommée en 1826 par le capitaine de la Royal Navy Frederick William Beechey en l'honneur de Henry Hotham, l'un des lords de l'Amirauté britannique.